# Heiratsvermittlung

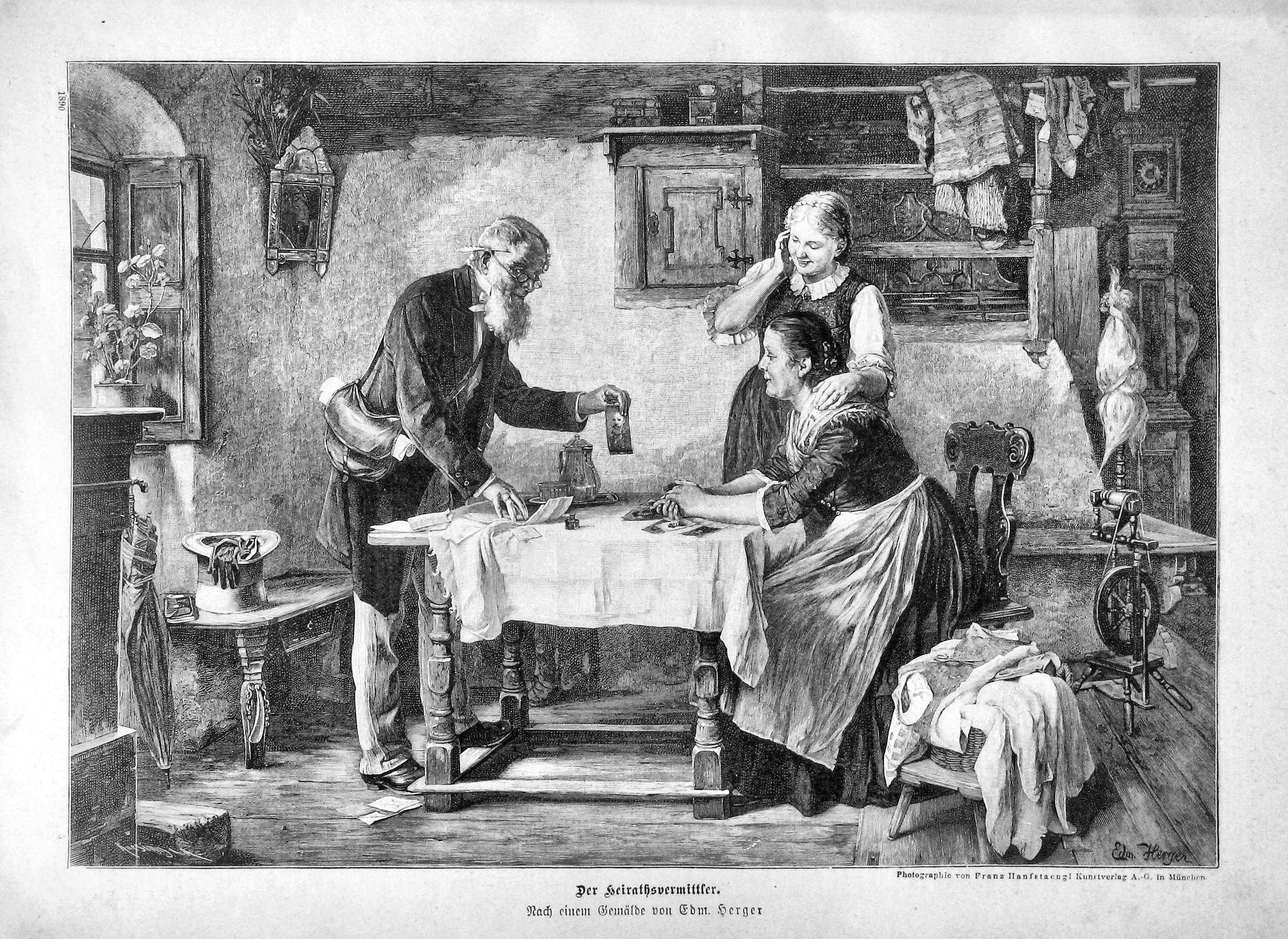
Der Heirathsvermittler. Holzstich nach einem Gemälde von Edmund Herger (1860–1906) zu einem oberbayerischen Brauch. Erschienen in der Zeitschrift Die Gartenlaube, 1890.

Mit einer Heiratsvermittlung, auch Ehevermittlung, helfen Dritte heiratswilligen Männern und Frauen, einen geeigneten Partner (zum Beispiel über eine Partnervermittlung) für die beabsichtigte Eheschließung zu finden. In den meisten Ländern Europas ist Heiratsvermittlung heute meist eine kommerzielle Dienstleistung. 

## Formen
Zu manchen Zeiten und in einigen Kulturen war es eine Kernkompetenz der Familien, für ihre Kinder passende Ehepartner zu finden; in traditionellen Gemeinschaften weltweit spielt die Familie bei der Heiratsvermittlung immer noch eine zentrale Rolle. Da eine Verschwägerung durch Eheschluss für viele Familien eine große Bedeutung haben kann, gab und gibt es in zahlreichen Kulturen, so auch in Europa, zur diskreten Erkundung und Sondierung professionelle Heiratsvermittler (manchmal abwertend Kuppler genannt, im Ostjudentum Schadchen). Dies muss nicht bedeuten, dass Braut und Bräutigam nicht in den Prozess der Heiratsvermittlung einbezogen werden. Wenn die Brautleute nichts dagegen einzuwenden haben, kann man von einer arrangierten Ehe reden, andernfalls handelt es sich um eine Zwangsheirat, welche gegen den Willen einer der betroffenen Person durchgeführt wird. Oft kann die betreffende Person sich ihren zukünftigen Ehepartner unter einer gewissen Anzahl von passenden „Kandidaten“ selbst auswählen, sollte jedoch irgendwann jemanden wählen.

## Arrangierte Heirat
Das Arrangieren einer Heirat führt nicht immer zur vollen Zufriedenheit aller Beteiligten. Sozialer Druck und überzogene bzw. falsche Erwartungen können den Prozess überschatten, was die objektive Entscheidungsfreiheit von Braut und/oder Bräutigam beeinträchtigen kann. Je nachdem, wie stark der tatsächliche oder vermeintliche Druck ist, spricht man auch von Zwangsheirat. Da die Motivlage in den seltensten Fällen eindeutig feststellbar ist, gibt es hier einen Graubereich. Viel hängt auch von den Heiratswilligen ab, wie deutlich sie ihre Vorstellungen vom Ehepartner artikulieren und sich selbstbewusst in den Vermittlungsprozess einbringen. Natürlich gibt es auch eindeutige Fälle, in denen eine Braut oder ein Bräutigam zu einer Heirat gezwungen werden. Allerdings ist oft der feine Unterschied zwischen nicht (so wirklich) gewollter Heirat oder Zwangsheirat nicht leicht erkennbar. Menschen, die nicht recht wissen, was sie wollen, oder entscheidungsschwach sind, laufen eher Gefahr, zu einer Heirat gedrängt zu werden. Es entsteht dann ein Grenzbereich, wo einerseits kein eindeutiger Wille vorhanden ist, andererseits nicht von Zwang gesprochen werden kann. Zwischen explizit arrangierter Ehe und eigentlicher Zwangsheirat ist jedoch sehr wohl zu unterscheiden.

### Arrangierte Ehe
Finden sich die Ehepartner nicht selbst, sondern lassen sie sich ihre Partner (meist von den Eltern) vorschlagen, wird von einer arrangierten Ehe gesprochen. Hierbei lassen sich die beiden Ehepartner bewusst darauf ein, dass sie nicht selbst allein zu entscheiden haben, mit wem sie eine Ehe eingehen. Die noch Unverheirateten können einen vorgeschlagenen Partner meist nach einem ersten Treffen auch ablehnen – dann wird ein anderer gesucht. Die beiden Partner sehen es aber als Herausforderung an, trotz des möglicherweise nicht vollständig den eigenen Wünschen entsprechenden Partners eine gute Ehe zu führen – insbesondere, da sie davon ausgehen, dass die für sie ausgewählten Partner bewusst vorgeschlagen wurden.

### Zwangsheirat
Bei einer Zwangsheirat hat die zu verheiratende Person kein Widerspruchsrecht. Eine Zwangsheirat kann aus zwei grundlegend verschiedenen Konstellationen hervorgehen: Oftmals ist schon Nachwuchs unterwegs, obwohl das nicht wirklich gewollt war. Um dem Kind ein (mehr oder weniger) intaktes Elternhaus zu bieten, wird dennoch geheiratet, obwohl das nicht vorgesehen war. Zum anderen werden Kinder von den Eltern jemandem versprochen (auch aus finanziellen Gründen) – unabhängig davon, ob sich die Personen kennen oder daraus überhaupt eine sinnvolle Ehe entstehen kann.

## Ländertypisches

### Deutschland
Professionelle Heiratsvermittler haben in Deutschland einen schlechten Ruf. Bei der Vermittlung von Frauen aus ärmeren Bevölkerungsschichten anderer Länder kann die Heiratsvermittlung in bestimmten Fällen in illegalen Frauenhandel übergehen. Seriös arbeitenden Unternehmen wird dadurch die Arbeit erschwert.
Nach deutschem Privatrecht handelt es sich bei der Bezahlung („Ehemäklerlohn“) dieser Dienstleistung („Nachweis der Gelegenheit zur Eingehung einer Ehe“ nach § 656 Abs. 1 BGB) wegen des hochpersönlichen Charakters der traditionalen Ehevermittlung – anders als bei gewöhnlichen Dienstleistungen – um eine Naturalobligation: Ihre Bezahlung kann zwar prozessual vom Ehemakler nicht durchgesetzt, vom Kunden aber nachträglich auch nicht zurückgefordert werden. Aus diesem Grund ist die Zahlung per Vorkasse bei diesen Verträgen die Regel.
Es kann jedoch auch der Straftatbestand des Betruges vorliegen, wenn der Vermittler von vornherein die Absicht hegte, die vertraglich vereinbarte Leistung nicht zu erbringen. Ein Rückzahlungsanspruch des Kunden kann sich auch aus anderen Rechtsgründen ergeben. So kann der Kunde nach einer Kündigung gemäß § 627 BGB vom Heiratsvermittler nach § 628 BGB verlangen, dass dieser nur den anteiligen, auf seine bereits geleistete Tätigkeit entfallenden Lohn behält und den Rest zurückzahlt. Ist der Vertrag, etwa wegen Ausnutzung einer Zwangslage oder wegen exorbitanter Preise, sittenwidrig im Sinne von § 138 BGB, so kann der Kunde – wie das Oberlandesgericht Düsseldorf entschieden hat – nach den Grundsätzen der ungerechtfertigten Bereicherung gemäß § 812 BGB Rückzahlung beanspruchen. Gleiches gilt, wenn ein Widerrufsrecht nach § 355 BGB besteht, sei es wegen eines Fernabsatzgeschäfts, sei es wegen eines Haustürgeschäfts, sei es wegen eines gewährten Verbraucherdarlehns in Form einer Ratenzahlung.

### Indien
In Indien spielt die arrangierte Heirat noch heute eine sehr wichtige Rolle, wenngleich Liebesheiraten, insbesondere in der indischen Mittelschicht, die sich eher an westlichen Sitten orientiert, immer üblicher werden. Üblicherweise folgen arrangierte Heiraten traditionellen Kasten-Gepflogenheiten, wohingegen Liebesheiraten über Kastengrenzen hinweggehen können. In der städtischen Mittelschicht ist es heute üblich, dass sich die potenziellen Brautleute im familiären Rahmen kurz treffen und so einen ersten Eindruck gewinnen können. Da die Treffen sehr kurz sind, kann nicht von Kennenlernen die Rede sein. Ist der erste Eindruck jedoch negativ, haben die potenziellen Kandidaten ein Vetorecht, und die Eltern müssen sich erneut auf die Suche begeben. In ländlichen Gegenden ist ein Treffen hingegen unüblich, hier beschränkt sich das Kennenlernen gewöhnlich auf das Austauschen von Fotos und eventuell kurzen Briefen, über die Braut und Bräutigam etwas Persönliches über den Anderen erfahren (Interessen, Hobbys usw.).
In der Tradition der hinduistischen Hochzeit spielt außerdem die Mitgift (dowry) eine zentrale Rolle. Üblich ist, dass der Vater der Braut die Familie des Bräutigams bezahlt (Geld, Schmuck u. Ä.). Vor allem, wenn der Bräutigam aus einer sozial höher gestellten Schicht kommt, kann es sich hierbei um enorme Summen handeln (in Ausnahmefällen ein Vielfaches des Jahreseinkommens der Brautfamilie). Da die Familie der Braut ebenfalls die Hochzeitsfeier ausrichtet (und bezahlt), kommt es auch immer wieder vor, dass sich der Brautvater (und seine Söhne) bei einer Hochzeit finanziell ruinieren, weil die Hochzeit (der Kinder oder Schwester) für viele Inder das wichtigste Ereignis im Leben ist.
Da es immer wieder zu so genannten Mitgiftmorden kommt, wenn die Brautfamilie den ausgehandelten Preis nicht vollständig bezahlen kann, hat die indische Regierung das Zahlen einer Mitgift verboten (Dowry Prohibition Act 1961). 
Das Zahlen des Dowry existiert in allen Kasten und Schichten Indiens. Besonders in der ländlichen Bevölkerung und bei den weniger Gebildeten ist jedoch die Zahlung einer Mitgift (manchmal verbunden mit der unverhohlenen Forderung derselben) noch eher die Regel als die Ausnahme.

### Türkei
Die Brautschau in der Türkei ist eine besonders in ländlichen Gebieten weit verbreitete Form der arrangierten Ehe.

### Japan
Omiai ist die japanische Tradition der Ehevermittlung, oft durchgeführt von dem Heiratsvermittler, japanisch „Nakōdo“.

## Künstlerische Behandlung
Eine bekannte künstlerische Bearbeitung des Themas ist in Mitteleuropa die Oper Die verkaufte Braut von Bedřich Smetana.